# Marek Wieruszewski
Marek Wieruszewski – polski leśnik, doktor habilitowany nauk rolniczych, pracownik na Uniwersytecie Przyrodniczym w Poznaniu, specjalista od drzewnictwa oraz mechanicznej technologii drewna.

## Kariera naukowa
W 1998 roku został zatrudniony na Uniwersytecie Przyrodniczym w Poznaniu, gdzie w 2004 roku na jego Wydziale Technologii Drewna uzyskał stopień doktora nauk rolniczych w zakresie drzewnictwa na podstawie rozprawy pt. Badania jakości drewna Daglezji krajowego pochodzenia (Pseudotsuga douglasii Carr.) przeznaczonego do przerobów tartacznych, której promotorem był Ginter Hruzik. W 2019 roku ten sam wydział nadał mu stopień doktora habilitowanego nauk rolniczych w dyscyplinie nauk leśnych na podstawie pracy pt. Klasyfikacja jakościowo-wytrzymałościowa drewna sosny zwyczajnej z Polski Zachodniej w wybranych badaniach nieniszczących.